# Eo biển Singapore
Eo biển Singapore (giản thể: 新加坡海峡; phồn thể: 星加坡海峽; bính âm: Xīnjiāpō Hǎixiá tiếng Mã Lai: Selat Singapura) dài 114-km và rộng, 16-km, nối giữa eo biển Malacca ở phía tây và Biển Đông ở phía đông. Singapore nằm ở phía bắc của eo biển và ở phía nam là quần đảo Riau thuộc Indonesia. Biên giới Indonesia-Singapore nằm dọc theo chiều dài của eo biển.
Trên eo biển có cảng Keppel và nhiều đảo nhỏ. Eo biển có tuyến hành lang nước sâu đến cảng Singapore nên khá nhộn nhịp.

## Giới hạn
Tổ chức Thủy văn Quốc tế định nghĩa giới hạn của eo biển Singapore như sau:

Ở phía Tây. Giới hạn phía đông của eo biển Malacca [Một đường nối Tanjong Piai (Bulus), cực nam của Bán đảo Mã Lai (1°16′B 103°31′Đ / 1,267°B 103,517°Đ) và The Brothers (1°11.5′B 103°21′Đ / 1,1917°B 103,35°Đ) và từ đó tới Klein Karimoen (1°10′B 103°23.5′Đ / 1,167°B 103,3917°Đ)].
Ở phía Đông. Một đường nối Tanjong Datok, điểm Đông nam của Johore (1°22′B 104°17′Đ / 1,367°B 104,283°Đ) qua đá ngầm Horsburgh đến Pulo Koko, cực Đông bắc của đảo Bintan (1°13.5′B 104°35′Đ / 1,225°B 104,583°Đ).
Ở phía Bắc.
Bờ biển Miền Nam của đảo Singapore, Bãi ngầm Johore và bờ biển Đông Nam của Bán đảo Mã Lai.
Ở phía Nam. Một đường nối Klein Karimoen đến Pulo Pemping Besar (1°06.5′B 103°47.5′Đ / 1,1083°B 103,7917°Đ) từ đó dọc theo bờ biển Miền Bắc của Batam và quần đảo Bintan đến Pulo Koko.